# Bahnstrecke Storå–Guldsmedshyttan
| Streckenlänge: | 3,7 km               |                 |                 |
| Spurweite: | 1435 mm (Normalspur) |                 |                 |
| Stromsystem: | 15 kV 16 2/3 Hz ~    |                 |                 |
| |                      |                 |                 |
| \| \| \| von Grängesberg \| \| \| \| 0,0 \| Storå \| Storå \| \| \| \| nach Stråssa \| \| \| \| \| nach Vannebode \| \| \| \| 3,7 \| Guldsmedshyttan \| Guldsmedshyttan \| \| \| \| \| \| \| Quellen: [1] \| \| \| \| |                      |                 |                 |
| Strecke |                      | von Grängesberg | von Grängesberg |
| ehemaliger Bahnhof | 0,0                  | Storå           | Storå           |
| Abzweig geradeaus und ehemals nach links |                      | nach Stråssa    | nach Stråssa    |
| Abzweig ehemals geradeaus und nach links |                      | nach Vannebode  | nach Vannebode  |
| Betriebs-/Güterbahnhof Streckenende (Strecke außer Betrieb) | 3,7                  | Guldsmedshyttan | Guldsmedshyttan |
| |                      |                 |                 |
| Quellen: |                      |                 |                 |

Die Bahnstrecke Storå–Guldsmedshyttan war eine normalspurige schwedische Eisenbahnstrecke.
Die im Jahre 1868 gegründete Guldsmedshytte Bruk bestand bis in den späten 1940er Jahren aus einem Tagebau sowie Hochöfen und Gießereien.
1873 beantragten die Geschäftsführer der Guldsmedshyttans AB, J. Bäckström, C. F. Weber und A. V. Frestadius, eine Konzession für eine 3,7 Kilometer lange normalspurige Bahnstrecke vom Abzweigbahnhof Storå an der Bahnstrecke von Frövi nach Ludvika. Diese Konzession wurde am 27. Juni 1873 bewilligt.
Die Strecke wurde unter der Leitung von G. Hammarström errichtet und für den provisorischen Güterverkehr am 21. Oktober 1873 in Betrieb genommen. Die Eröffnung für den allgemeinen Güterverkehr erfolgte am 31. März 1875. Auf der Strecke wurden Schienen mit einem Metergewicht von 30,5 Kilogramm verlegt, die gesamten Baukosten betrugen 186.000 Kronen. Die Betriebsführung wurde zuerst mit den Fahrzeugen der von der Swedish Central Railway Co. Ltd betriebenen Strecke Frövi–Ludvika Järnväg durchgeführt, später durch die Trafikaktiebolaget Grängesberg–Oxelösunds Järnvägar (TGOJ).
Die Strecke wurde am 5. April 1962 elektrifiziert. In Guldsmedshyttan wurden für den Verschub weiterhin Diesellokomotiven vorgehalten, so etwa TGOJ Z1. Mit der Schließung der Guldsmedshytte am 31. Mai 1987 endete der Zugbetrieb auf der Strecke. Bis 1992 wurden die Gleise abgebaut.